# 阪急阪神東寶集團
阪急阪神東寶集團（日语：／ Hankyū Hanshin Tōhō Gurūpu */?）是日本一個以交通運輸、零售、影視娛樂為主要事業的綜合企業集團，以阪急阪神控股、H2O零售、東寶這3家公司為核心。

## 概況
2006年10月1日隨著阪急、阪神經營統合的實施而成立，前身為小林一三創辦的阪急電鐵、阪急百貨店、東寶等3家公司為中心組成的阪急東寶集團。當時整個集團分為「阪急阪神控股集團」、「阪急百貨店集團」與「東寶集團」3個分支。隨著阪急百貨店與阪神百貨店在2007年10月1日實施經營統合，成立H2O零售作為兩家百貨的控股公司，阪急百貨店集團改組為「H2O零售集團」。

## 阪急阪神控股集團
阪急阪神控股集團旗下有六家主要企業：阪急電鐵、阪神電氣鐵道、阪急阪神不動產、阪急交通社、阪急阪神急行、阪急阪神酒店等6社為核心企業。經營都市交通、不動産、娛樂、流通、旅行・國際運輸、旅館等事業為主。

## H2O零售集團
以百貨店、超市、物業管理等事業為主。

## 東寶集團
以電影、娛樂、地產等事業為主。

## 外部連結
- 官方网站